# Praga (zajezdnia tramwajowa)

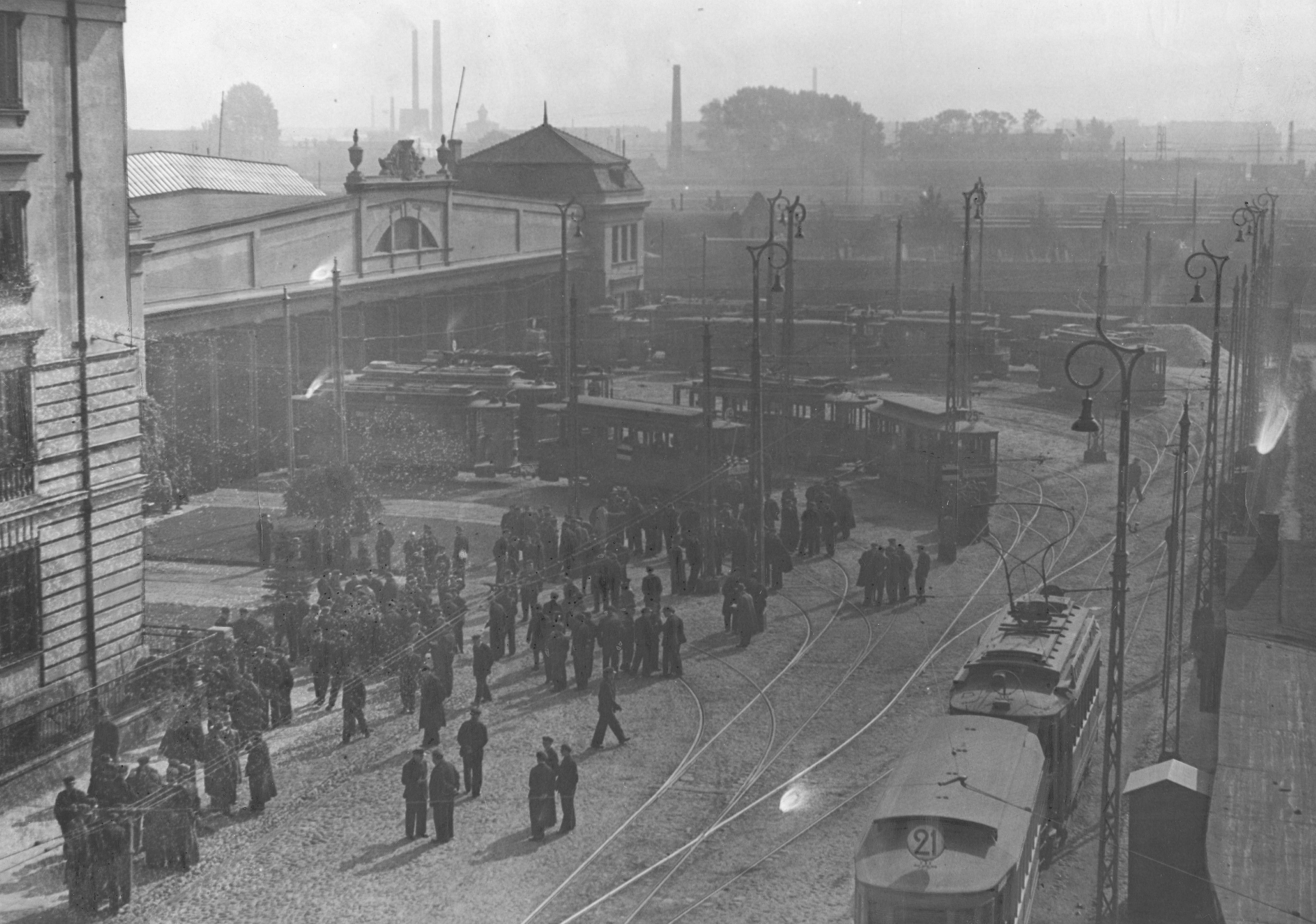
Zajezdnia w 1937 roku

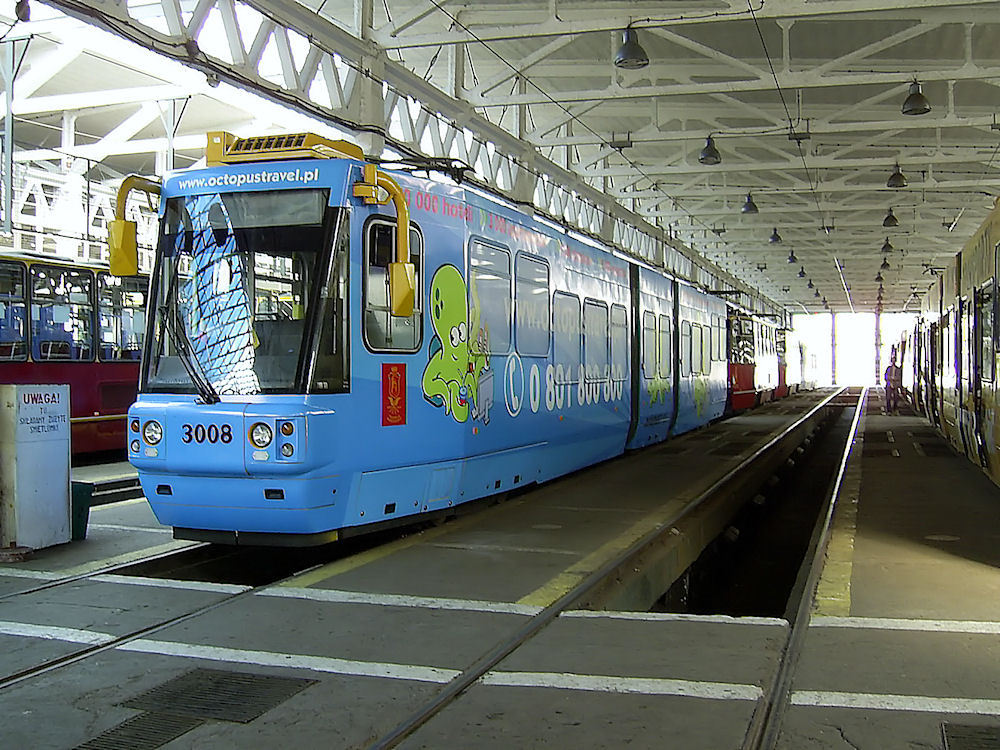
Wnętrze hali (2014)

Zajezdnia tramwajowa „Praga“, właśc. Zakład Realizacji Przewozów „Praga“ − R-2 – przelotowa zajezdnia tramwajowa znajdująca się przy ul. Kawęczyńskiej 16 w Warszawie.

## Opis
Budowę zajezdni rozpoczęto w lipcu 1923. Została oddana do eksploatacji 1 marca 1925. Obliczona została na 212 wozów. Była to największa remiza tramwajowa w przedwojennej Warszawie. Obok zajezdni wzniesiono budynek administracyjno–mieszkalny z kąpieliskiem dla tramwajarzy. Wszystkie obiekty zaprojektował Juliusz Dzierżanowski.
W dniach 5–13 września 1944 hala zajezdni i podstacja tramwajowa „Praga” zostały zaminowane i wysadzone w powietrze przez Niemców. Zniszczeniu uległy prawie wszystkie wagony tramwajowe, zmiażdżone żelbetowym stropem hali. Do odgruzowywania zniszczonej zajezdni przystąpiono od razu po wycofaniu się Niemców z Pragi, 14 września 1944.
20 czerwca 1945 ok. godz. 11.00 z zajezdni wyjechał pierwszy po zakończeniu wojny tramwaj linii nr 1, udekorowany godłem państwowym, flagami i girlandami kwiatów. Tramwaje linii nr 1 rozpoczęły kursowanie na trasie: Kawęczyńska–Ząbkowska–Targowa–Zamoyskiego–Grochowska–Wiatraczna. 29 czerwca 1945 uruchomiono drugą linię tramwajową (nr 2) na trasie: Dworzec Wschodni–Kijowska–Targowa–Zamoyskiego–Grochowska–Gocławek.
W 2007 hala postojowa zajezdni oraz budynek administracyjno-mieszkalny zostały wpisane do rejestru zabytków. W związku z rozebraniem (w 2000) torów tramwajowych na zachodnim odcinku ulicy Kawęczyńskiej powstała nowa brama z wyjazdem przez al. Tysiąclecia do ulicy Kijowskiej.

## Zajezdnia w kulturze masowej
- Morderstwo w budynku transformatorowni zajezdni rozpoczyna powieść Elektryczne perły autorstwa Konrada Tomasza Lewandowskiego (2008)[9].